# اوکسانا یاکوفلیوا
اوکسانا یاکوفلیوا (انگلیسی: Oksana Yakovlieva؛ زادهٔ ۶ اکتبر ۱۹۸۰) ورزشکار ورزش دوگانه اهل اوکراین است. وی همچنین از ورزشکاران دوگانه در بازی‌های المپیک زمستانی ۲۰۰۲ بوده‌است.